# Liste der Biografien/Peth
Liste der Biografien |
Portal Biografien |
Personensuche
# |
A |
B |
C |
D |
E |
F |
G |
H |
I |
J |
K |
L |
M |
N |
O |
P |
Q |
R |
S |
T |
U |
V |
W |
X |
Y |
Z |
?
 
Pa |
Pc |
Pe |
Pf |
Ph |
Pi |
Pj |
Pk |
Pl |
Pm |
Pn |
Po |
Pr |
Ps |
Pt |
Pu |
Pv |
Pw |
Py
 
Pea |
Peb |
Pec |
Ped |
Pee |
Pef |
Peg |
Peh |
Pei |
Pej |
Pek |
Pel |
Pem |
Pen |
Peo |
Pep |
Peq |
Per |
Pes |
Pet |
Peu |
Pev |
Pew |
Pex |
Pey |
Pez
 
Peta |
Petc |
Pete |
Peth |
Peti |
Petj |
Petk |
Petl |
Petm |
Peto |
Petr |
Pets |
Pett |
Petu |
Petw |
Pety |
Petz
Die Liste der Biografien führt alle Personen auf, die in der deutschsprachigen Wikipedia einen Artikel haben. Dieses ist eine Teilliste mit 20 Einträgen von Personen, deren Namen mit den Buchstaben „Peth“ beginnt.

## Peth

### Petha
- Pethan, Bartholomäus, italienischer Steinmetzmeister
- Pethay Promjan (* 2006), thailändischer Fußballspieler

### Pethe
- Petherick, John (1813–1882), walisischer Afrikareisender und Bergingenieur
- Petherick, Vernon (1876–1945), australischer Politiker, Abgeordneter
- Pethes, Nicolas (* 1970), deutscher Literaturwissenschaftler, Medienwissenschaftler und Hochschullehrer

### Pethi
- Pethica, John (* 1953), britischer Physiker und Hochschullehrer
- Pethick, Christopher (* 1942), britischer Physiker
- Pethick, Dorothy (1881–1970), englisch-britische Suffragette
- Pethick-Lawrence, Emmeline (1867–1954), britische Frauenrechtlerin
- Pethick-Lawrence, Frederick, 1. Baron Pethick-Lawrence (1871–1961), britischer Politiker
- Pethig, Ernst (1892–1956), deutscher Architekt und Maler
- Pethiyagoda, Rohan (* 1955), sri-lankischer Biodiversitätsforscher, Herpetologe, Ichthyologe, Taxonom, Autor und Naturschützer

### Pethk
- Pethke, Katharina (* 1979), deutsche Filmemacherin

### Pethm
- Pethman, Esa (1938–2025), finnischer Jazzmusiker (Saxophon, Flöte, Komposition)

### Petho
- Pethő, Attila (* 1950), ungarischer Mathematiker und Informatiker
- Pethö, Nikolaus (1971–2019), deutscher Polizist und Politiker (AfD)
- Pethő, Zsolt (1937–2016), ungarischer Komponist

### Pethr
- Pethran, Rainer (1950–2019), deutscher Basketballspieler
- Pethrus, Lewi (1884–1974), Pastor, Initiator und Leiter der Pfingstbewegung in Schweden

### Pethy
- Pethybridge-Rim, Kerryn (* 1962), australische Biathletin